# Мунячковице
Мунячкови́це (пол. Muniaczkowice) — село в Польше в сельской гмине Конюша Прошовицкого повета Малопольского воеводства.
Село располагается в 4 км от административного центра сельской гмины села Конюша, в 8 км от административного центра повета города Прошовице и в 26 км от административного центра воеводства города Краков.
В 1975—1998 годах село входило в состав Краковского воеводства.